# Coral Harbour
Coral Harbour es una aldea canadiense situada en el territorio de Nunavut.

## Superficie
Coral Harbour tiene una superficie de 126,39 km².

## Demografía
En 2021, tenía 1035 habitantes, una densidad poblacional de 8,2 hab./km², y 303 viviendas.